# 光渦
光渦 （ひかりうず、英:Optical Vortex)は光場のゼロ、強度ゼロの点である。
光渦の特性の研究が伸びてきたのは1974年に総合的な論文をニーとベリーが書いてからである。
論文は"波列の中の特異点"の基礎的な特性についてを記述している。この後の研究は"特異点光学"として知られるようになった。

## レイマンの説明
光は伝播の軸のまわりにらせん状にねじることができる。ねじれているので光の波はその軸の場所で打ち消される。平面上では、光渦は光の輪と中心に暗い穴があるように見える。中心に暗い部分のある光のらせんが光渦と呼ばれている。
渦は定められた番号を持ちそれはトポロジカルチャージと呼ばれ、いくつのねじれが一波長の中にあるかに一致している。この番号は常に整数で、正の値でも負の値でも良くねじれの向きによる。ねじれの番号が大きくなると光はより速く軸の周りを回る。この回転は波列とともに軌道角運動量を運ぶ。また電気双極子上にトルクを引き起こす。
この光の軌道角運動量はトラップされた粒子の周回運動で観測することができる。光渦と球面波を干渉させるとらせん状の位相が同心円状のらせんとなって現れる。らせんの腕の本数がトポロジカルチャージと等しい。
光渦はさまざまな方法で研究室で作られる。レーザービームをねじって渦にするにはコンピューターで作ったフォーク状ホログラムを用いる。フォーク状ホログラムは空間光変調器で用いられ、それは特別なタイプの液晶ディスプレイでコンピュータ制御である。またフィルム上の回折格子かガラス上の回折格子の事もある。
世界でいくつかの別々のグループが光渦について研究している。彼らの論文はふつう特殊な物理学か光学の雑誌にある。

## 特性
光の特異点は光の場がゼロである。場の位相はそのゼロ強度の各点の周りを回っている('渦'の名前の由来)。渦は2次元では点で、3次元では線である(それは2つの余次元を持っている)。渦を囲む経路で位相を積分すると{\displaystyle 2\pi }の整数倍になる。この整数がいわゆるトポロジカルチャージ、渦の強さである。

### ラゲール・ガウシアンビーム
近軸近似した円筒座標系ヘルムホルツ方程式の固有モードであるラゲール・ガウシアンビームは中心に光渦を持つ。ビームの式は
{\displaystyle \psi \propto r^{|m|}e^{im\phi }e^{-r^{2}}\!}

であり、{\displaystyle e^{im\phi }}が、方位角{\displaystyle \phi }による波の位相変化を表している。ラゲール・ガウシアンビームの光子は軌道角運動量{\displaystyle m\hbar }を持っている。整数{\displaystyle m}はビーム中心の渦の強さであり、正負は回転方向を示す。円偏光を持つ光のスピン角運動量は軌道角運動量に変換される。PRL 96, 163905

### ベッセルビーム
極座標系ヘルムホルツ方程式の固有モードであり、非回折光として知られるベッセルビームは中心に光渦を持つ。ビームの式は
{\displaystyle \psi \propto J_{m}(k_{t}r)e^{im\phi }\!}
{\displaystyle J_{m}:}第一種{\displaystyle m}次ベッセル関数
であり、方位角{\displaystyle \phi }に依存した波の位相変化を示す項{\displaystyle e^{im\phi }}を持つ。

## 作成
ラゲール・ガウシアンモードを作るにはらせん状位相プレート、コンピュータで作るホログラム、エルミートガウシアンモードの変換、空間光変調機を用いる。
静的ならせん状位相プレート(SPPs)はらせん型の結晶かプラスチックの断片であり、特別に加工して、必要なトポロジカルチャージや、入射光の波長に合わせる。便利であり安価である。調節可能なSPPsはプラスチックの割れた断片の両側の間のくさびを動かすことで作ることが出来る。
コンピューターで作るホログラム(CGHs)は計算された干渉縞で、平面波とラゲール・ガウシアンビームの干渉縞であり、フィルム上に転写される。CHGはロンチの線形回折格子に似ていて、"フォーク状"転移を持っている。入射レーザー光は回折パターンを作り渦を持ちそのトポロジカルチャージは回折次数とともに増える。次数0はガウシアンで、この回折されないビームの両側で渦が反対の旋回を持っている。CHGのフォークのとがった部分の数は一次回折の渦のトポロジカルチャージに直接結びついている。CHGは一次の強度をさらに上げるためにブレーズすることが出来る。ブリーチングで強度格子から位相格子に変換し効率を上げることが出来る。
モードの変換にはエルミート・ガウシアン(HG)モードが必要であり、レーザーキャビティ中で簡単に作ることが出来る。また、やや正確な方法でないが外部的にも作ることが出来る。対の非点収差レンズでグーイ位相偏移が起きて、出来るLGビームは方位角と半径方向の指数を持ち、それは入力のHGに依存している。
空間光変調器はコンピュータで調整される電子装置で動的な渦や、並んだ渦や他の種類のビームを作ることが出来る。

## 応用
Xenoplanetsは直接観測されていなく、親星はとても明るい。進歩しているのは、光渦のコロナグラフを作り、何パーセクも離れた宇宙を直接観測する分野である。
光渦は光ピンセットに使われ、細胞のようなマイクロメーターの大きさの粒子を操ることができる。このような粒子は、ビームの軌道内をOAMを使って回すことができる。光渦ピンセットを使ってマイクロモーターも作られている。
現在のコンピュータは電子を用い、それは0と1の2つの状態を持つ。量子コンピューティングは光を使って情報を記号化したり蓄えたり出来る。光渦は理論的に無限の状態の番号を持つことが出来、トポロジカルチャージに制限は無い。同一周波数でもトポロジカルチャージの異なる光はいわば異なる「チャンネル」となり混信を回避する方法があるのでデータの送受信が高速になり、これを用いた通信を光渦多重通信もしくは軌道角運動量多重と言う。符号理論・暗号学の研究者も光渦に興味を示しているが、それはより高い情報の帯域幅を用いて通信できるからである。しかしそれには光ファイバーのさらなる改良が必要となる。なぜなら現在の光ファイバーは曲げたり圧迫したりすると光渦のねじれを変えてしまうからである。無線通信でも同様の研究がなされているが、無線lanで用いることが出来るほどの送受信機の小型化の見通しは立たず、また乱流の影響を受けるためアマチュア無線やラジオやテレビなどの比較的小型化の必要性が低い用途に使うにしても、それに適するような中長距離での送受信には成功していない。

## 参照
1. ↑  Nye, J. F.; and M. V. Berry (1974). “Dislocations in wave trains” (PDF). Proceedings of the Royal Society of London, Series A 336:  165 2006年11月28日閲覧。.